# Jacques Lévy (professeur)
Pour les articles homonymes, voir Jacques Lévy et Lévy.
 (février 2024).
Jacques Lévy (né le 9 janvier 1937 à Constantine et décédé le 9 mars 2012 à Paris des suites d'une tumeur au cerveau) est un ingénieur français, polytechnicien membre du corps des mines. Il a dirigé l'École des mines de Paris de 1984 à 2001, et présidé la Conférence des grandes écoles de 1993 à 1999.

## Biographie
Il fait des études à l'École polytechnique (promotion 1956) dont il sort classé 12e, puis à l'École des mines de Paris. Il est affecté à l'arrondissement minéralogique d'Alger, tout en poursuivant des recherches en métallurgie qui le conduisent au doctorat d'État en 1963.
Il devient alors professeur à l'École des mines de Saint-Étienne, où il succède bientôt à Claude Goux en qualité de directeur du département de métallurgie, le plus important de l'École. Il devient ensuite directeur des recherches de l'École, qu'il quitte en 1976.
Il est nommé directeur-adjoint de l'École des mines de Paris et directeur scientifique commun aux Écoles de Paris et de Saint-Étienne (1980-1984), sous l'autorité du directeur, Pierre Laffitte, auquel il succède en 1984.
Pendant les 17 ans qu'il passe à la tête de l'École des mines de Paris, il développe les liens entre les Écoles d'ingénieurs françaises. Cette attitude l'amène à la présidence de la Conférence des grandes écoles, mais aussi à la création du Groupe des Écoles d'Ingénieurs de Paris (GEI Paris), renommé ParisTech en 1999, dont il est le premier président en 1991. Il devient aussi vice-président de l'Agence universitaire de la Francophonie, et président de l'association CESAER.
Il laisse la direction de l'École des mines de Paris à son adjoint Benoît Legait en octobre 2001, et assure depuis cette date et jusqu'en décembre 2011 la présidence de la Fondation de l'École des mines de Paris, la FI3M,. 

## Distinctions
- Officier de la Légion d'honneur
- Commandeur de l'ordre national du Mérite
- Commandeur de l'ordre des Palmes académiques

Jacques Lévy a reçu la Médaille Jean Rist de la Société française de métallurgie et de matériaux (SF2M) en 1972. Il est membre de l'Académie des technologies depuis 1999.